# Dorota Rynio
Dorota Małgorzata Rynio – polska ekonomistka, doktor habilitowany nauk ekonomicznych.

## Życiorys
W 1994 r. ukończyła studia finansów i bankowości w Akademii Ekonomicznej im. Oskara Langego we Wrocławiu, w 2002 r. obroniła pracę doktorską Rozwój społeczno-gospodarczy Dolnego Śląska w latach 1990–2000, której promotorem był prof. Jan Borowiec, w 2015 r. habilitowała się na podstawie pracy zatytułowanej Kształtowanie nowej polityki regionalnej Polski w warunkach globalizacji i integracji.
Pracuje na Uniwersytecie Ekonomicznym we Wrocławiu.